# Назва Греції
Попри те, що самі греки називають свою країну Еллас або Еллада (грец. Ελλάς, Ελλάδα), а офіційна назва держави звучить як Еллінська Республіка (грец. Ελληνική Δημοκρατία), у більшості мов закріпилась латинська назва Греція, зокрема і в українській мові. У міждержавному діловодстві українською мовою Греція йменується як Грецька Республіка, однак у мовознавчих колах побутує думка щодо правильности послуговуватись саме назвою Еллінська Демократія.

## Список назв Греції мовами світу
| - афр. Griekeland - амх. ግሪክ (አገር) - араг. Grecia - араб. اليونان - азерб. Yunanıstan - жумуд. Graikėjė - біл. Грэцыя - болг. Гърция - бенг. গ্রিস - тиб. གརི་སེ། - брет. Gres (bro) - босн. Grčka - кат. Grècia - чеч. Джелтимохк - крим. Yunanistan - чеськ. Řecko - каш. Greckô - староцерк.-слов. Грьци - чув. Греци - валл. Gwlad Groeg - дан. Grækenland - нім. Griechenland - н.-луж. Grichiska - грец. Ελλάδα - англ. Greece - есп. Grekio - ісп. Grecia - ест. Kreeka - баск. Grezia - естр. Grécia - перс. یونان - фін. Kreikka - фар. Grikkaland - фр. Grèce - арп. Grèce - фріул. Grecie - ірл. An Ghréig - шотл. гел. A' Ghrèig - гал. Grecia - Ελλάδα - гуар. Gyresia - гудж. ગ્રીસ - менс. Yn Ghreag - гав. Helene | - івр. יוון - гінді यूनान - хорв. Grčka - в.-луж. Grjekska - угор. Görögország - вірм. Հունաստան - індонез. Yunani - ісл. Grikkland - італ. Grecia - яп. ギリシャ - яван. Yunani - груз. საბერძნეთი - кар. Gretsiya - каз. Грекия - гренл. Grækenlandi - кор. 그리스 - карач.-балк. Греция - курд. Yewnanistan - комі Греция - корн. Pow Grek - кирг. Греция - лат. Graecia - люксемб. Griicheland - ліг. Greçia - ломб. Grecia - лит. Graikija - латис. Grieķija - мокш. Грекмастор - лукомар. Греций - мак. Грција - малаял. ഗ്രീസ് - монг. Грек - маратхі ग्रीस - малай. Greece - науатль Grecia - неап. Gracia - неп. ग्रीस - нід. Griekenland - нюн. Hellas - норв. Hellas - окс. Grècia - ос. Грекъ - пол. Grecja | - п'єм. Grecia - понт. Ελλάδα - пушту يونان - порт. Grécia - кеч. Grisya - ромш. Grezia - рум. Grecia - рос. Греция - санскр. ग्रीस (यूनान) - якут. Греция - сиц. Grecia - шотл. Greece - сербохорв. Grčka - словац. Grécko - словен. Grčija - сом. Giriig - алб. Greqia - серб. Грчка - швед. Grekland - суах. Ugiriki - сіл. Grecyjo - там. கிரேக்க நாடு - тадж. Юнон - тай. ประเทศกรีซ - туркм. Gresiýa - тагал. Gresya - ток-пісін Gris - тур. Yunanistan - тат. Греция - удм. Греция - урду یونان - узб. Yunoniston - вен. Gresia - в'єт. Hy Lạp - калм. Эллинмүдн Орн Нутг - їд. גריכנלאנד - йоруба Gríìsì - кит.: 希腊 |

| Прапор Греції | Це незавершена стаття про Грецію. Ви можете допомогти проєкту, виправивши або дописавши її. |